# Pavel Exner
Pavel Exner (* 30. März 1946 in Prag) ist ein tschechischer mathematischer Physiker.

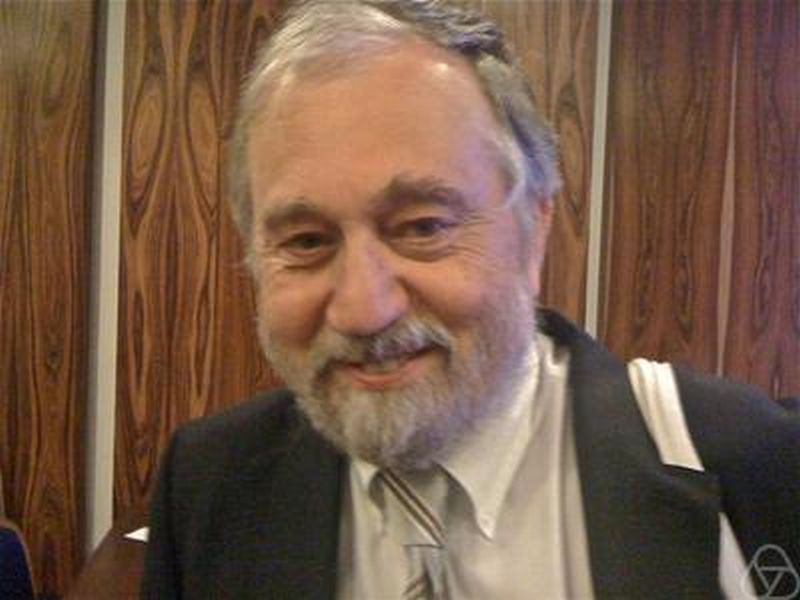
Pavel Exner 2010

Exner erwarb 1969 sein Diplom an der Karls-Universität Prag, an der er 1970 in theoretischer Physik promoviert wurde. Ab 1970 war er Assistenzprofessor am Kernforschungszentrum der Karls-Universität. Ab 1978 war er am Vereinigten Institut für Kernforschung (JINR) in Dubna.  1983 erwarb er dort den russischen Kandidatentitel (entsprechend einer Promotion) und 1990 den Doktortitel (entsprechend einer Habilitation). 1986 wurde er dort Leiter des Labors für mathematische Physik. 1990 kehrte er in die ČSSR zurück, wo er Professor am Kernphysik-Institut der Tschechoslowakischen Akademie der Wissenschaften in Prag wurde. 1991 habilitierte er sich an der Karls-Universität, wo er auch unterrichtete und 2003 eine volle Professur erhielt. Er war unter anderem Gastwissenschaftler am Zentrum für Theoretische Physik des CNRS in Marseille, der Ruhr-Universität Bochum und am  Erwin-Schrödinger-Institut für Mathematische Physik. 
Er befasst sich mit mathematisch mit Quantenmechanik, zum Beispiel instabile Zustände, Quantenmechanik von Wellenleitern, Pfadintegrale, Streutheorie, quantenmechanischen Systemen auf Graphen und Oberflächen, exakt lösbare quantenmechanische Systeme. Er verfasste über 160 Forschungsaufsätze (2009).
Er ist Mitgründer (1993) und seit  2006 wissenschaftlicher Leiter des Doppler Institut für Angewandte Mathematik und Mathematische Physik der Technischen Universität Prag. 
2005 bis 2010 war er Vizepräsident der Europäischen Mathematischen Gesellschaft. 2005 bis 2008 war er Vorsitzender der Kommission für Mathematische Physik der Internationalen Union für Reine und Angewandte Physik (IUPAP). Er ist Mitbegründer der QMath Serie von Konferenzen zur Mathematischen Physik. 2006 bis 2008 war er Sekretär und 2009 bis 2011 Präsident der International Association of Mathematical Physics. Er ist Mitglied des European Research Council und seit 2010 ordentliches Mitglied der Academia Europaea.
Er erhielt den JINR-Preis für theoretische Physik und die Medaille der Tschechischen Physikalischen Gesellschaft.

## Schriften
- Open Quantum Systems and Feynman Integrals, Reidel 1985
- mit J. Blank, M. Havlicek: Hilbert Space Operators in Quantum Physics, American Institute of Physics, 1994, 2. Auflage Springer 2008
- Anhang zu Sergio Albeverio, Fritz Gesztesy, Raphael Høegh-Krohn, Helge Holden: Solvable Models in Quantum Mechanics, American Mathematical Society Chelsea Publishing, 2. Auflage 2005